# 求江蜡瓣花
求江蜡瓣花（学名：Corylopsis trabeculosa）为金缕梅科蜡瓣花属下的一个种。

## 扩展阅读
- 維基物種上的相關：求江蜡瓣花